# Автобан A93 (Німеччина)
Федеральний автобан A93 (A93, нім. Bundesautobahn 93)  — німецький автобан має довжину 268 км і проходить від Хофа до Халлертау і далі на південь від Розенхайма до Кіферсфельдена на німецько-австрійському кордоні. Він складається з двох частин: одна – коротка траса, від A8, біля австрійського кордону, до Inntal Autobahn A12 у Тіролі, Австрія, інша – від Хофа A72 на півночі Баварії до Holledau A9.